# Tavarnelle Val di Pesa
Tavarnelle Val di Pesa település Olaszországban, Toszkána régióban, Firenze megyében. Lakosainak száma 7753 fő (2018. január 1.). Tavarnelle Val di Pesa Barberino Val d’Elsa, Castellina in Chianti, Certaldo, Montespertoli, San Casciano in Val di Pesa és Greve in Chianti községekkel határos.

## Népesség
A település lakossága az elmúlt években az alábbi módon változott:

| 2014 | 3 994 |
| 2018 | 7 753 |